# Kipa (żeglarstwo)

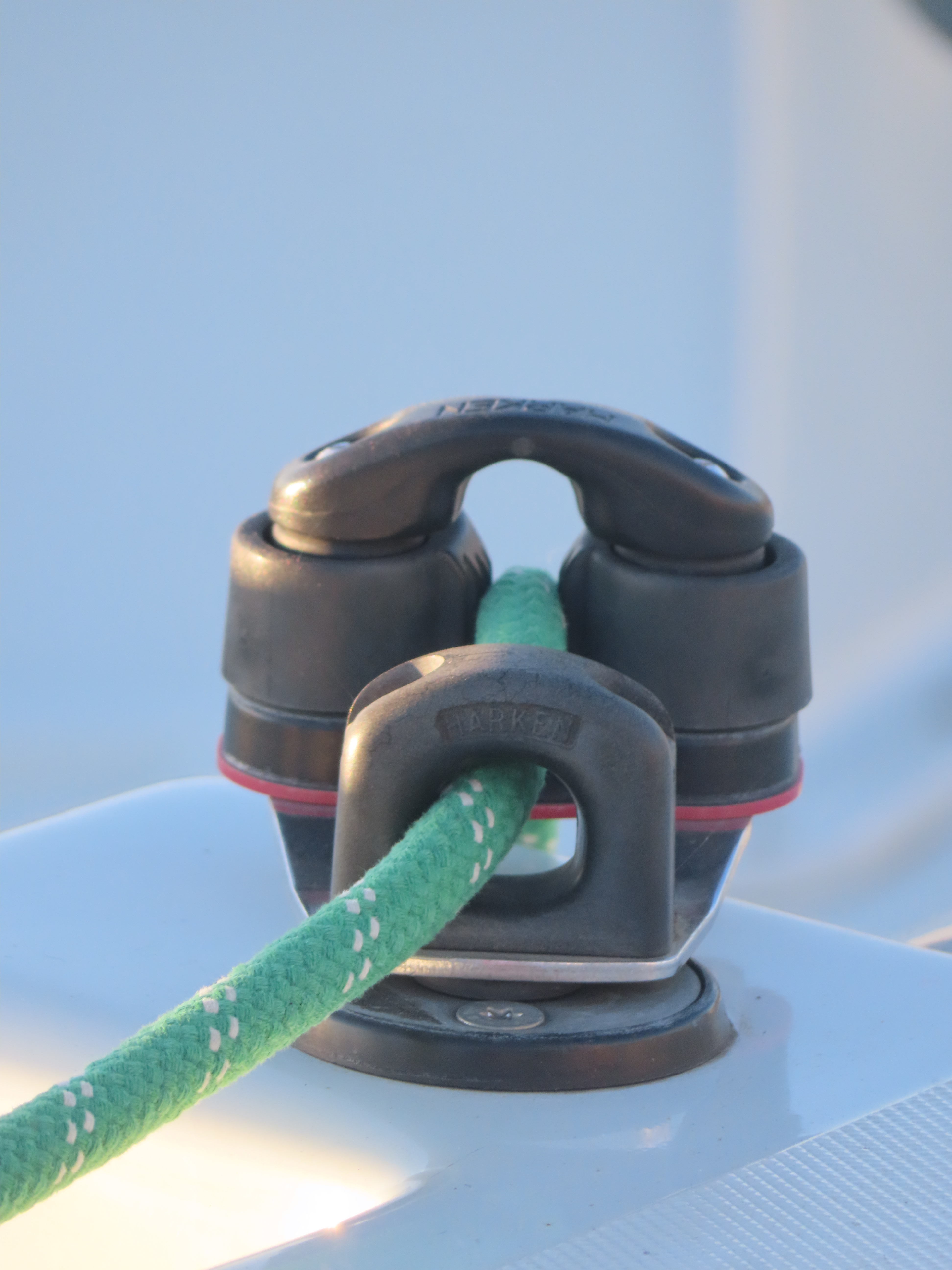
Kipa z knagą samozaciskową

Kipa, kip, przelotka – element osprzętu pokładu na jednostce pływającej wyposażony w otwór, przez który przeprowadza się linę miękką. Jego zadaniem jest zmniejszenie naprężenia wolnego końca poprzez wprowadzenie tarcia oraz zmianę kierunku działającej na linę siły. Rozwiązanie stosowane na małych jednostkach śródlądowych np. do przeprowadzania szotów foka. Współcześnie kipy często zastępowane są przez wózki szotowe montowane na prowadnicach.  